# Тюремний наглядач
Тюремний наглядач — співробітник персоналу в'язниці або іншого місця ув'язнення, який відповідає за спостереження за ув'язненими і забезпечення безпеки. 

## Вимоги
Зокрема, ведеться нагляд за поведінкою ув'язнених, дотриманням порядку і правил прийнятих в установі.

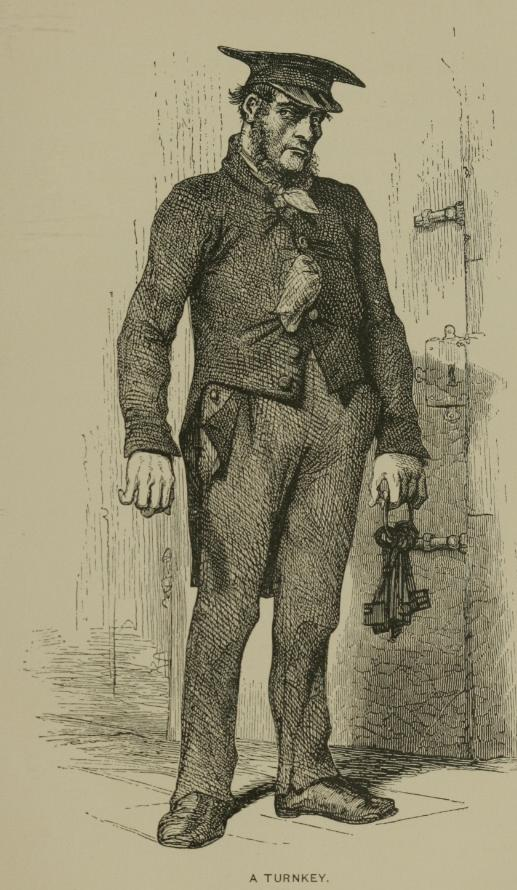
Наглядач паризької в'язниці, XIX століття.

## В СРСР і Російській Федерації
В СРСР і Російській  Федерації у 1960-ті — 1990-ті роки наглядачі офіційно називалися контролерами.

## Сучасна Росія
У сучасній Росії функції тюремного наглядача виконують молодші інспектори відділів безпеки (режиму) установ ФСВП Росії

### Мовою жаргону
На кримінальному жаргоні (мовою «арго») тюремні наглядачі у Росії іменуються «вертухаями».